# The Night Before Christmas (cortometraje)
The Night Before Christmas es el 3° episodio de Tom y Jerry dirigido por William Hanna y Joseph Barbera. Fue lanzado el 6 de diciembre de 1941 por Metro-Goldwyn-Mayer.

## Sinopsis
En la víspera de Navidad, nada causaba revuelo, ni siquiera había rastro ninguno de Jerry, o es lo que parece. Jerry sale de su agujero y evita el supuestamente falso regalo de Navidad de Tom (un queso con un moño en una trampa de ratones) puesto justo en frente de su agujero. Jerry rápidamente se dirige a los obsequios de Navidad, saltando felizmente en el árbol, lamiendo los caramelos y saltando sobre un león de peluche que hace ruidos. Jerry salta de nuevo sobre el peluche, pero lo hace muy fuerte y aterriza en lo que piensa que es otro peluche. Jerry trata de rebotar, pero pronto se da cuenta de que está rebotando sobre Tom. Inmediatamente, Tom se levanta y trata de atrapar a Jerry, pero rápidamente Jerry agarra una etiqueta que dice "No abrir hasta Navidad" y la pone en la boca de Tom. 
Jerry es perseguido por Tom entre unos cuantos juguetes (deteniéndose brevemente para dispararle a Tom el corcho de un cañón de juguete) y pronto se esconde detrás de unas luces de Navidad, causando que él brille. Tom agarra a Jerry, pero se electrocuta. Jerry aprovecha esto y se esconde detrás de soldaditos de juguete, pero Tom lo encuentra, y justo al momento en que Tom estaba por aplastarlo, Jerry sale corriendo. Tom empieza a perseguirlo pero es detenido por la alarma de cercanía de un tren. Inmediatamente, un tren de juguete con varios vagones aparece, transportando a Jerry en encima del último vagón. Sin embargo, Jerry es golpeado en la nuca por un túnel que el tren estaba atravesando y cae al suelo. Inmediatamente corre hacia el túnel perseguido por Tom, quien tira el túnel pero sin éxito. Jerry se esconde en un guante de boxeo y golpea al gato en la cabeza antes de ir detrás del árbol. Tom, ahora con un guante de boxeo, lo descubre saltando a un "muñeco en la caja". Al abrirlo, es golpeado en la cara por el guante de boxeo que Jerry colocó en la cabeza del muñeco.
Una vez más, Tom persigue a Jerry, pero Jerry tiene un pedazo de muérdago en frente suyo y convence al avergonzado Tom para darle un beso. Tom se sonroja, y mientras le dio la espalda, Jerry le da una patada en la cola. El ratón sale disparado a la ranura del buzón de correo ubicado en la puerta. Mientras Tom abre la tapa de la ranura del buzón para ver dónde se ha ido Jerry, Jerry le lanza una bola de nieve en la cara. Tom enfadado tapa de la ranura con varias cosas para que Jerry no pueda volver a entrar a la casa.
Mientras Jerry avanza lentamente hacia arriba y abajo en la nieve pesada en un vano intento para entrar en calor, Tom agarra su cojín y se prepara para dormir. Pero se siente incapaz de dormir; porque de repente, coros celestiales cantan villancicos, alertando a la conciencia de Tom con el mensaje de Navidad de paz y buena voluntad. La conciencia de Tom lo hace arrepentirse de haber dejado a Jerry afuera y expuesto a la nieve, y Tom quita las cosas de la ranura y la deja abierta con un bastón para permitir a Jerry entrar, pero su preocupación se incrementa al pasar los segundos y ver que Jerry no entra. Entonces limpia la empañadura de un cristal de la puerta, y ve la cola de Jerry congelada, entonces sale con ansiedad y desesperación para afuera para encontrar a Jerry, congelado. Temiendo por la vida de Jerry, él trae el ratón congelado en el interior y lo calienta por el fuego de la chimenea. Poco a poco, Jerry recupera la conciencia, pero no se fía del gato. Tom, da a Jerry un bastón de caramelo, su regalo de Navidad. Jerry, encantado, lame su bastón, pero luego reacciona rápidamente para prevenir que Tom tome de su tazón de leche. Él mete su bastón de caramelo en el tazón, y un sonoro chasquido, se escucha. Jerry utiliza su bastón para sacar la ratonera que antes había puesto en su plato. Tom aprecia la alerta Jerry y el ratón se mete de nuevo muy rápidamente a su agujero. Se sirve de su bastón de caramelo para sacar el queso de la ratonera. En vez de que la trampa para ratones rompa el bastón de caramelo de Jerry, el resorte viene abajo poco a poco, tocando la melodía de "Jingle Bells", mientras Jerry sonríe de admiración a la ratonera "musical".